# 두개내압
머리속압력(intracranial pressure, ICP) 또는 두개내압(頭蓋內壓)은 머리뼈 내부와 뇌 조직에 뇌척수액(CSF) 등의 체액이 가하는 압력이다. 정상 두개내압은 편안한 상태인 앙와위(바로 누운 자세)의 성인을 기준으로 했을 때 7~15mmHg이다. 우리 몸에는 두개내압을 안정하게 유지하기 위한 여러 가지 기전이 존재하며, 정상 성인에서는 뇌척수액이 만들어지고 다시 흡수되는 동안 뇌척수액에 의한 압력이 1mmHg 정도 변할 수 있다.
머리뼈 안에 들어 있는 하나 또는 그 이상의 구성 요소의 부피가 변하면 두개내압 값이 변할 수 있다. 가령 기침을 하는 중 가로막과 배벽의 근육들(호흡근)이 수축하며 급격하게 흉강내압이 변하는 경우, 발살바수기를 시행하는 경우, 혈관계로 인한 경우 등에서 뇌척수액의 압력이 영향을 받을 수 있다.
두개내압상승 또는 두개내압항진(intracranial hypertension, IH, increased ICP, IICP, raised intracranial pressure, RICP)은 머리뼈 안의 압력이 올라가는 것이다. 두개내압의 정상치는 7~15mmHg이며 정상 범위의 상한선은 20~25mmHg이므로 두개내압이 20~25mmHg에 이르면 이를 줄이기 위한 치료가 필요할 수 있다.

## 같이 보기
- 뇌관류압